# Pseudopostega chalcopepla
Pseudopostega chalcopepla is een vlinder uit de familie oogklepmotten (Opostegidae). De wetenschappelijke naam is voor het eerst geldig gepubliceerd in 1908 door Walsingham.
De soort komt voor in Europa.